# Rómulo Díaz de la Vega
Rómulo Díaz de la Vega (Città del Messico, 23 maggio 1800 – Puebla de Zaragoza, 3 ottobre 1877) è stato un politico messicano.
È stato Presidente del Messico per un periodo de facto, dal settembre all'ottobre 1855.